# 北原兼孝
北原 兼孝（きたはら かねたか）は、戦国時代の武将。日向国飯野城主。

## 生涯
北原氏11代当主・北原久兼の次男として誕生。飯野城主として真幸院の飯野方面を治めた。
天文2年（1535年）、兼孝は家督争いが勃発した日向伊東氏に対し、伊東義祐の援軍と称して綾に兵3,000を布陣、綾城か三俣院高城（日和城）のいずれかの割譲を迫り、義祐に高城の割譲を約束させている。 
その後も、北郷氏との戦いや、縁戚である伊東氏の支援などに出陣しているが、天文11年（1542年）の北郷氏との志和池城での戦いでは、重臣の白坂下総守兼次や平良尾張守らを失うという大敗を喫した。兼孝は敗戦の責任を取って、宗家の座を三ツ山方面を治める甥の兼守に譲った。
天文13年（1546年）3月には島津貴久の依頼を受け、島津氏宗家に叛乱し薩州家に与した肝付兼演の加治木城を攻めるのに加勢している。
永禄元年（1558年）、北原氏13代当主となっていた甥の兼守が病死する。兼守は遺言で、兼孝の男子に自らの娘を娶せて後を継がせるとしていたが、その娘が夭折したことで家督問題が生じ、それに伊東義祐が介入してくる。義祐は北原氏庶流の馬関田右衛門佐を後継に推し、その反対派は兼孝を推したが、翌永禄2年（1559年）3月17日に義祐が反対派を都於郡城にて詰問するとして呼び出し、その帰途を待ち伏せて粛清したことで家督は右衛門佐が継ぐことになる。それにより、北原氏は事実上伊東氏に乗っ取られた。
伊東氏の凶刃は、やがて兼孝にも及び、永禄5年（1562年）北原旧臣の平良兼賢と伊東家臣の長倉祐政により飯野城より誘き出されて殺害された。また兼孝の男子も、狗留孫峡に在ったところを大河平氏により殺害された。

## 人物
病的なまでの一向宗門徒だったようで、領民に対し「一向宗とならねば打ち殺す」として入信を強要したと『飯野郷土史』に記される。